# 레이쇼인
레이쇼인(일본어: 嶺松院 れいしょういん[*], 생년 미상 - 게이초 17년 8월 19일 (1612년 9월 14일))은 센고쿠 시대에서 에도 시대에 걸쳐 살은 여성이다. 스루가국 센고쿠 다이묘 이마가와 요시모토와 정실 죠케이인 사이에서 태어난 딸이다. 코소슨 삼국동맹의 일환으로, 타케다 요시노부와 결혼했다. 이름은 알려지지 않았다. 레이쇼인도노 (嶺松院殿/嶺寒院殿)이라고도 불렸다.

## 생애
레이쇼인의 생모 죠케이인은 타케다 노부토라의 딸 (타케다 신겐의 누나)이다. 코슨 동맹을 혼인 관계의 담보였던 죠케이인은 덴분 19년 (1550년) 6월 2일에 사망했다. 코슨 동맹의 계속 유지 강화를 위해, 레이쇼인과 신겐의 적남 요시노부와의 결혼이 결정되었다.
덴분 21년 (1552년) 11월 22일, 레이쇼인은 슨푸를 떠나 카이로 향했고, 11월 27일 요시노부 (15세)와 결혼해, 츠츠지가사키야카타에 젊은 부부를 위해 신축된 건물로 옮겼다. 영접 사자로 참가한 타케다가 가신 코마이 마사타케는 그의 일기 『코하쿠사이기』에 슨푸 출발부터의 혼례 행렬의 행정을 적었다. 이 후, 덴분 22년 (1553년) 정월에는 신겐의 딸 (오우바이인)과 호죠 우지야스의 적남 우지마사의 혼약이 성립되고, 덴분 23년 (1554년) 7월에는 우지야스의 딸 (하야카와도노)가 요시모토의 적남 (레이쇼인의 오빠) 우지자네에게 시집가는 것이 결정되고, 레이쇼인과 요시노부의 혼인 관계는 코소슨 삼국동맹의 일환이 된다. 레이쇼인은 요시노부와의 사이에서 1녀 (엔코인)을 얻었다.
에이로쿠 3년 (1560년), 요시모토가 오케하자마 전투에서 패하고 사망하자, 이마가와 영국 진출을 지향하는 신겐과 코슨 동맹 유지를 지향하는 요시노부 사이에 파벌 대립이 생겼다. 이 대립은 에이로쿠 8년 (1565년) 10월, 요시노부가 코부 토코지에 유폐되는 사태에까지 이르렀다 (요시노부 사건 참조). 이때 요시노부와 레이쇼인은 이혼했다고도 하나, 레이쇼인은 카이에 머물렀다.
에이로쿠 10년 (1567년) 10월 19일, 요시노부는 토코지에서 병사했다. 그 해 11월, 레이쇼인은 오빠 이마가와 우지자네의 요청으로 스루가로 돌아왔다. 딸을 데리고 스루가로 돌아온 레이쇼인은 출가하여 세이슌니(貞春尼)라 칭했다. 이듬해 에이로쿠 11년 (1568년) 12월, 타케다 신겐은 스루가 침공을 실시해, 다이묘로서의 이마가와가는 멸망당했다. 그 후의 남은 생은 알려지지 않았다.
사토 하지로는 『甲斐国志』 교주에서 <이마가와 족보>를 근거로 스루가 귀국 후에 레이쇼인은 삭발하여 세이슌니라 칭하고, 게이초 17년 (1612년) 8월 19일에 사망했다고 쓰여있다. 법호는 嶺松院殿栄誉貞春大姉이다.
에도 이치가야에 있던 이마가와가 연고의 반쇼인에 묻혔다.